# Беляускас, Феликсас Юргевич
Феликсас Юргевич Беляускас (лит. Feliksas Bieliauskas; 13 февраля 1914, гмина Гришкабуда, Владиславовский уезд (ныне Шакяйский район), Сувалкская губерния, Российская империя — 13 ноября 1985, Вильнюс, Литовская ССР) — советский политический и государственный деятель, член КПСС.

## Биография
В 1932 году присоединился к подпольной Коммунистической партии Литвы. В 1940—1942 годах был 1-м секретарём ЦК комсомола Литвы, с 9 февраля 1941 года по 20 января 1976 являлся членом ЦК Коммунистической партии (большевиков) Литвы/Коммунистической партии Литвы, в 1942—1943 годах был начальником политического отдела 16-й Литовской дивизии Красной Армии.
В 1944 году вновь становится 1-м секретарём ЦК комсомола Литвы, в 1944—1945 годах — начальник политического отдела 50-й дивизии морской пехоты в звании полковника, в 1945—1946 годах — секретарь городского комитета КП(б)Л в Каунасе.
В 1946—1950 годах — 2-й секретарь, а в 1950—1951 годы — 1-й секретарь городского комитета КП(б)Л в Вильнюсе. С 11 июня 1950 по 16 февраля 1954 года входил в состав Бюро ЦК КП(б)Л/КПЛ, а с 26 апреля 1951 по 16 марта 1955 года занимал должность председателя Верховного Совета Литовской ССР.
С 1952 по май 1953 года был 1-м секретарём обкома КП(б)Л/КПЛ в Вильнюсе. В 1953—1954 годы руководил отделом партийных органов ЦК КПЛ, в 1954 он был 1-м заместителем председателя Верховного Совета Литовской ССР, а в период с 1957 по 1963 годы — 1-м секретарём горкома КПЛ в Вильнюсе.
С 15 февраля 1958 года по 7 декабря 1962 года снова был членом Бюро ЦК КПЛ. С июля 1964 по 1973 года — председатель Комитета по печати при Совете Министров Литовской ССР, а с 1973 до конца жизни — начальник Главного управления архивов Совета Министров Литовской ССР.